# ارجن (الجزایر)
ارجن (به عربی: إرجن) یک منطقهٔ مسکونی در الجزایر است که در Larbaâ Nath Irathen District واقع شده‌است.